# Volkswagen Arteon
El Volkswagen Arteon es un coupé de 4 puertas deportivo, creado bajo la plataforma modular del grupo Volkswagen, se presentó el 6 de marzo de 2017 en el Salón del Automóvil de Ginebra. El nuevo modelo es el sucesor del Volkswagen CC, ya que es muy similar al Volkswagen Passat, pero con un aspecto más coupé y lujoso rivalizando con modelos como el BMW Serie 4 gran coupé.

## Acabados

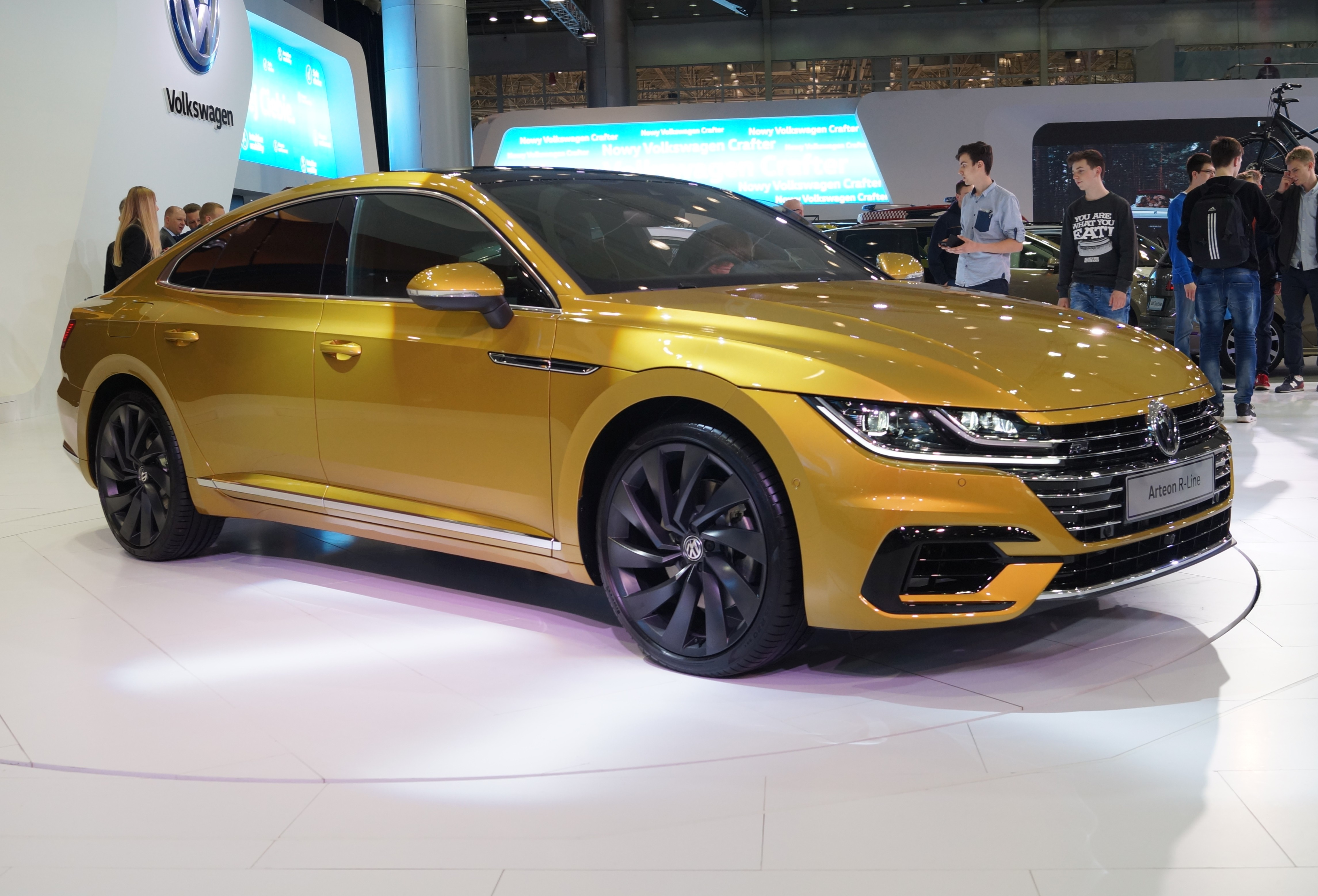
Volkswagen Arteon R-Line (delantera y trasera).

- Arteon
- Arteon Elegance
- Arteon R-Line.[3]

## Motorizaciones
- Gasolina 1.5 TSI EVO 110 kW (150 CV)
- Gasolina 2.0 TSI 140 kW (190 CV)
- Gasolina 2.0 TSI 4Motion 206kW (280 CV)
- Diesel 2.0 TDI 110 kW (150 CV)
- Diesel 2.0 TDI 140 kW (190 CV)
- Diesel 2.0 TDI 4Motion 176kw (240 CV)